# DHL
DHL (произн. ди ейч ел) е германска международна компания, която е сред лидерите на световния логистичен пазар.
Компанията е основана за транспортиране на документи между Сан Франциско и Хонолулу през 1969 г. Скоро обаче DHL разпростира дейността си по целия свят. Днес компанията е в състава на корпоративната група Deutsche Post DHL. Седалището ѝ се намира в Бон (Германия).

## История
Основана е на 20 септември 1969 г. като куриерска служба за превозване на поща между Сан Франциско и Хонолулу. Наименованието на компанията е образувано от първите букви на фамилиите на основателите – американците Ейдриан Далси (Adrian Dalsey) и Лари Хилблом (Larry Hillblom) и германеца Роберт Лин (Robert Lynn, роден във Видин, България).
Преди всичко компанията е била заинтересована от международни доставки, обаче, откривайки представителства в различни страни, постепенно навлиза и на вътрешните пазари (например, открива услуга по доставки в границите на САЩ през 1983 г.) DHL агресивно се разширява, предоставяйки своите услуги включително и в тези страни, където още не работят нейните конкуренти, включително в Съветския съоюз, Източния блок, Ирак, Иран, КНР, Виетнам и КНДР.
През 1998 г. Deutsche Post започва да изкупува акциите на DHL. Към 2001 г. Deutsche Post вече притежава контролния пакет акции, а през 2002 г. окончателно придобива DHL, правейки я част от своето експрес-подразделение (DHL Express) и разпределяйки останалите ресурси между другите подразделения и дъщерни компании на Deutsche Post.
От февруари 2009 г. DHL Express Service престава да предоставя вътрешни услуги в САЩ.

## Собственици
DHL, наред с Deutsche Post, влиза в състава на групата компании Deutsche Post DHL (DP DHL), която е неин основен акционер.
Председател на съвета на директорите на компанията е Франк Апел.

## Дейност
DHL Express доставя бързи товари и документи в над 120 000 града в 220 страни и региони. Компанията има над 5000 офиса и от порядъка на 76 000 коли за доставката на документите и другите пратки. Под бранда DHL действат 4 дъщерни компании:
- DHL Supply Chain – управление на вериги за доставки;
- DHL Global Mail – пощенски услуги, преки пощенски доставки (direct mail);
- DHL Global Forwarding – морски и авиопревози, мултимодални превози;
- DHL Freight – сухопътни превози.

Общ брой на персонала – 275 хил. души (към 2011 г.).

## Галерия
- Airbus А300 на компанията DHL
- „Sprinter“ – пощенски камион на DHL
- Пощенска лодка на DHL във Венеция
- През 2002 г. DHL спонсорира отбора на Джордан Гран При за Голямата награда във Формула 1
- Airbus A380 на Emirates